# Militärhögskolan i Whampoa

Militärakademin i Whampoas emblem innehåller akademins motto "Broderlighet, noggrannhet och trohet" som tillkännagjordes av Sun Yat-sen vid invigningen 1924.

Militärhögskolan i Whampoa var en militärakademi som grundades av Kuomintang i Guangzhou 1924 med syfte att träna den Nationella revolutionära armén för att ena Kina. Högskolan frambringade många av de nationalistiska och kommunistiska politiker och militärer som skulle dominera Kina under 1900-talet. 
Efter den kinesiske presidenten Yuan Shikais död 1916 föll den kinesiska republiken samman i olika områden som kontrollerades av olika krigsherrar, medan centralregeringen i Peking förblev svag. Åren 1917 till 1920 försökte nationalistledaren Sun Yat-sen etablera en bas i Guangdong med sitt parti Kuomintang för att ena landet, men hans resurser räckte inte för detta. 1921 träffade Kominterns representant Henk Sneevliet Sun i Guangxi, där Sneevliet föreslog att Kuomintang startade en militärhögskola för att utbilda den armé som behövdes för att ena landet. 1923 skrev Sun under ett formellt samarbetsavtal med den sovjetiske ambassadören Adolf Joffe och följande år antog Kuomintangs kongress ett beslut som formaliserade samarbetet och tillät enskilda kommunister att gå med i Kuomintang.

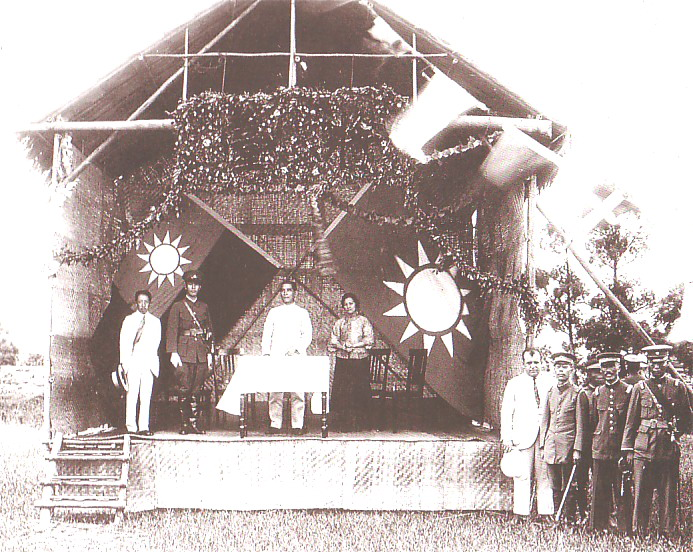
Invigningen av krigsakademin. På scenen syns från vänster Liao Zhongkai, Chiang Kai-shek, Sun Yat-sen och Soong Ching-ling.

Militärhögskolan startades med sovjetiskt stöd och invigdes av Kuomintangs ledare Sun Yat-sen den 1 maj 1924 i på Changzhou-ön mitt emot Huangpu-varvet i Guangzhou. Högskolans officiella namn var "Militärhögskolan för Kuomintangs armé", men skolan blev mest känd under det kantonesiska uttalet för det distrikt i staden den låg närmast, Whampoa. Högskolans förste befälhavare blev den japansk-utbildade militären Chiang Kai-shek och han valde den sovjetiske militären Vasilij Blücher som stabschef och militär rådgivare. Kommunisten Zhou Enlai utsågs till chef för högskolans politiska avdelning.
Under de följande åren kom tusentals kinesiska officerare att utbildas vid högskolan, däribland Chen Cheng, Du Yuming, Xue Yue, Hu Zongnan, Hu Lian, Dai Li och Guan Linzheng samt kommunistiska befäl som Lin Biao, Xu Xiangqian, Chen Yi, Liu Zhidan och Nie Rongzhen.
Skolan var belägen i Guangzhou fram till inledningen av den Norra expeditionen 1926 och flyttades sedan flera gånger i Kina, först till Nanking och under det andra kinesisk-japanska kriget till Chengdu. Efter nationalisternas brytning med kommunisterna och Sovjetunionen 1927 anställdes tyska experter som Max Bauer och Hans von Seeckt.
Idag finns en efterföljare till krigshögskolan i Taipei på Taiwan. Krigshögskolans ursprungliga lokaler i Guangzhou är idag ett museum.